# 캠핑 (웹 애플리케이션 프레임워크)
캠핑(Camping, 원제 Camping, the 4k microframework)은 루비 기반의 웹 애플리케이션 프레임워크이다. 코드 크기는 4.5kb이하로 유지되고 있다. 전체 소스 코드를 한 페이지 안에 볼 수 있기도 하다.
캠핑은 초보적이지만 완전히 작동하는 웹 애플리케이션 프레임워크를 한 파일에 담고 있다. 수많은 작은 공용 게이트웨이 인터페이스 스크립트와 마찬가지로 말이다. 하지만 캠핑은 웹 애플리케이션을 루비 온 레일즈가 하는 것처럼 일종의 모델 뷰 콘트롤러 애플리케이션으로 만들어 준다. 캠핑은 또한 루비 온 레일즈로 쉽게 포팅될 수 있다.

## 캠핑을 사용하는 프로젝트
- 해커티 핵
- 준버그위키